# Undués de Lerda
Undués de Lerda è un comune spagnolo di 48 abitanti situato nella comunità autonoma dell'Aragona.